# Košická zoologická zahrada

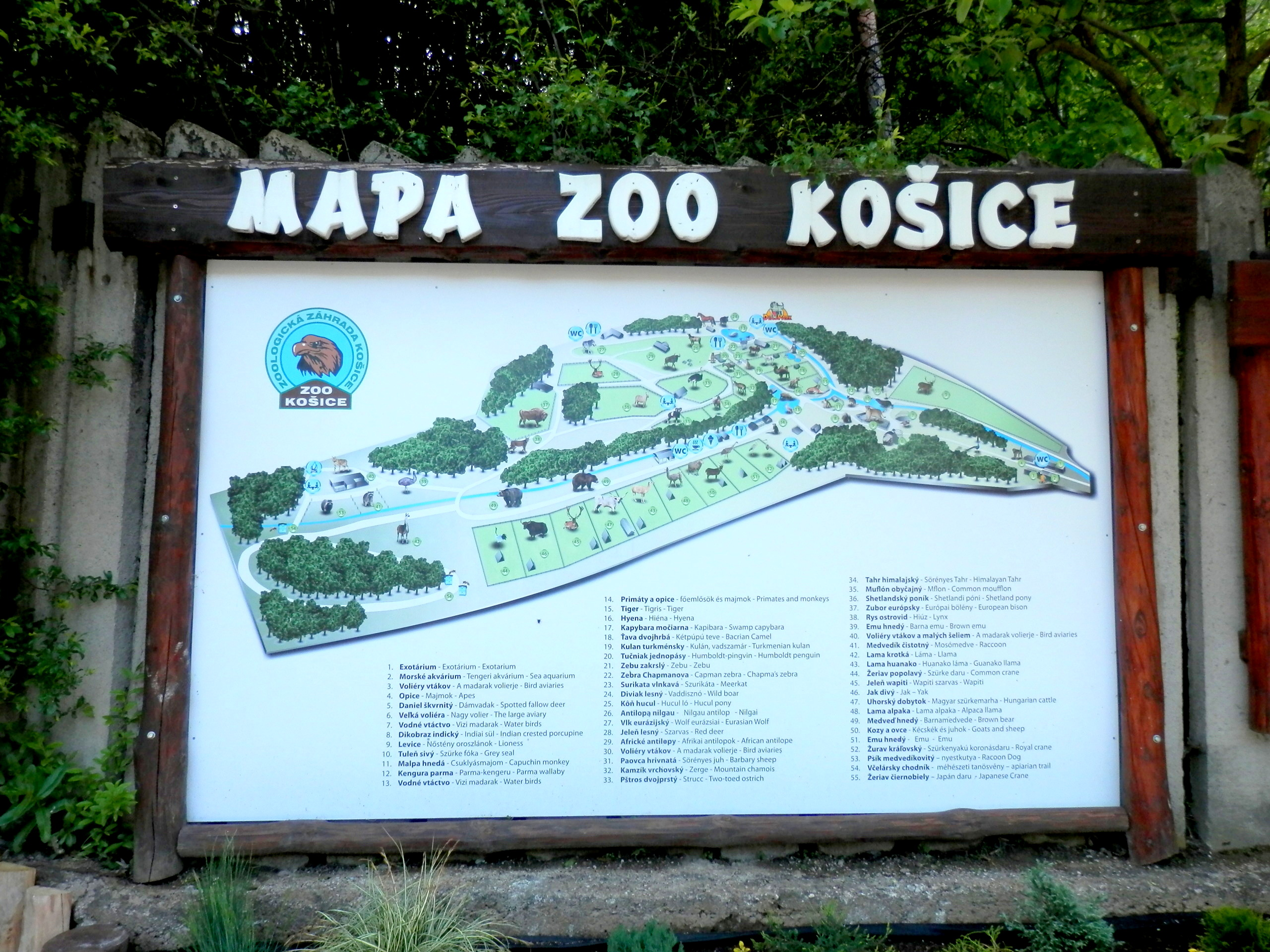
Zoologická zahrada Košice - Kavečany

Zoologická zahrada Košice se nachází v přírodním prostředí městské části Košice – Kavečany. S celkovou rozlohou 289 hektarů je největší zoologickou zahradou na Slovensku, stejně tak i výstavní plochou na ploše téměř 65 hektarů. S výstavbou zoo se začalo v roce 1979 a pro veřejnost byla otevřena v roce 1986 tehdy na ploše sedm hektarů s 23 druhy zejména karpatské fauny. Byla budována v rámci Akce Z se zaměřením převážně na euroasijskou faunu. V současnosti zde žije kolem  2 000 zvířat ve 332 druzích. Je to největší kolekcie v zoo na Slovensku. Nachází se zde největší voliéra na Slovensku unikátní svou konstrukcí zavěšeného nosního oblouku a největší areál medvěda hnědého ve střední Evropě. V roce 2002 se zde podařil jedinečný chovatelský úspěch, když se zde narodila medvědí paterčata, která byla zapsána do Guinnessovy knihy rekordů. Bonusem zoo je Dinopark zbudovaný na ploše pět hektarů v roce 2013.
Jako jediná zoo na Slovensku má vybudovanou botanickou naučnou stezku doplněnou v posledních letech včelařskou, ptačí a geologickou stezkou. Na tu navazuje v roce 2015 vybudovaná zoogegrafická oblast „Altaj“ s jediným areálem kozorožců sibiřských na Slovensku zbudovaném na ploše jednoho hektaru. Faunu Altaje zde prezentuje taky chov manula. Zajímavostí je zdejší chov huculských koní, který byl v roce 1996 zařazen do genofondu Slovenska. Jsou také prvními zvířaty přivezenými v roce 1981 do zoo a její nově budovaného areálu v Kavečanech. Huculští koně zde byli využívány nejen jako exponáty, ale také v hipodromu. Zoo disponuje velkou kolekcí plemen domestikovaných zvířat včetně autochtonních plemen evropského kontinentu (např. maďarský stepní skot, ovce cápová, koza walisserská) aj.

## Pavilony
Exotarium s Minivivariem
Bažantnice
Zoodom - vysunutá expozice ryb,obojživelníků a plazů na Mojmírově ulici v centru Košic

## Nejvzácnější chované druhy
Nejvzácnější chované druhy k 31. 12. 2021:
- krokodýl čelnatý (Osteolameus tetraspis)
- hroznýšovec kubánský (Epicrates angulifer)
- tučňák Humboldtův (Spheniscus humboldti)
- pelikán kadeřavý (Pelecanus crispus)
- tukan obrovský (Rhamphastos toco)
- zoborožec papuánský (rhyticeros plicatus)
- kondor andský (Vulthurus gryphus)
- gibon žlutolící (Nomascus gabriellae)
- rys karpatský (Lynx l. carpathicus)
- manul (Otocolobus manul)
- buvolec běločelý (Damaliscus dorcas phillipsii)
- voduška červená (Cobus leche kafuensis)
- kamzík horský (Rupicapra rupicapra)
- kozorožec sibiřský (Capra sibirica alayana)
- zubr evropský (Bison bonasus)
- zebra bezhřívá (Eguus quagga borensis)
- kůň Převalského (Equus przewalskii)
- kulan (Equus hemionus kulan)

## Galerie

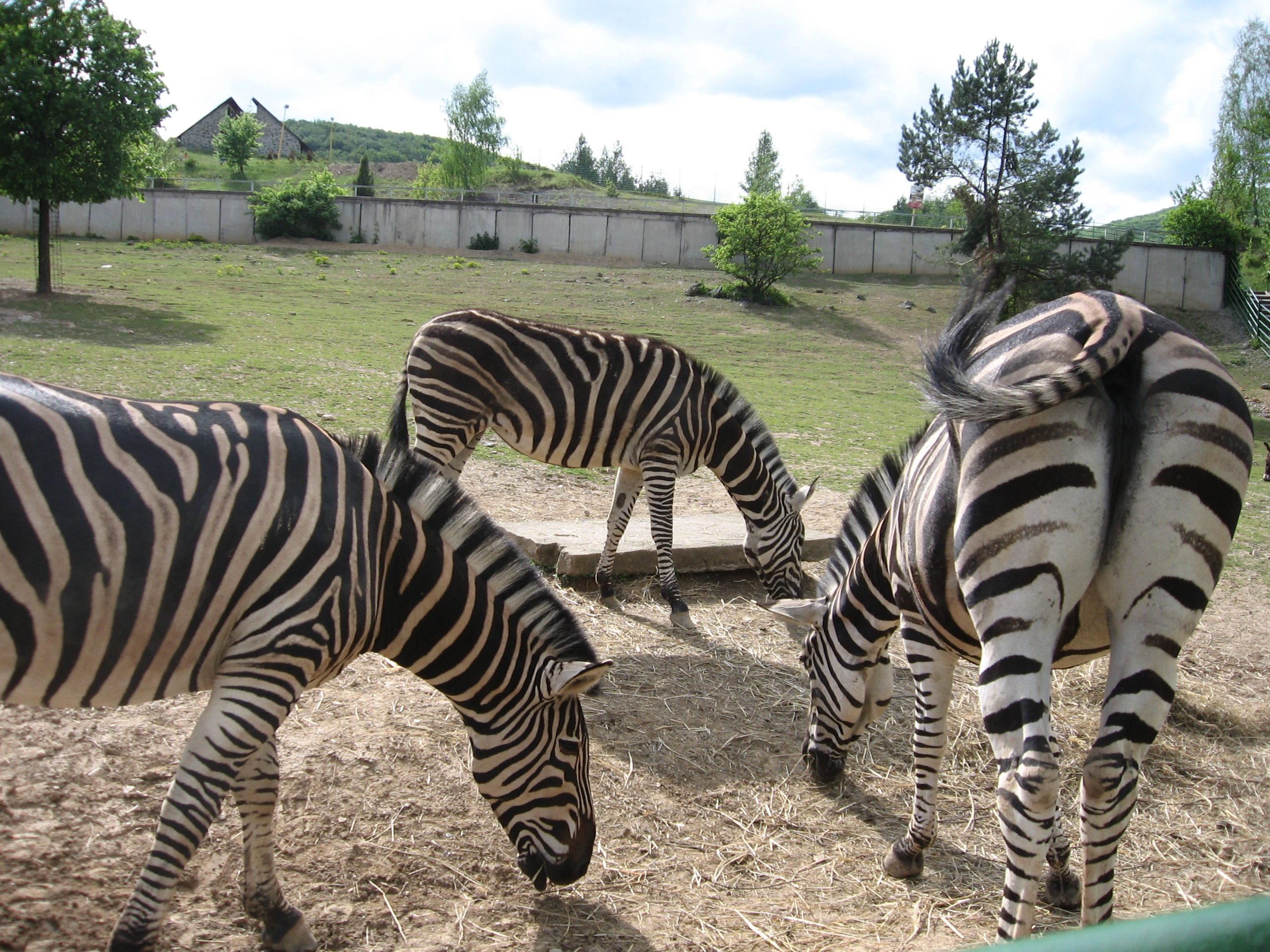
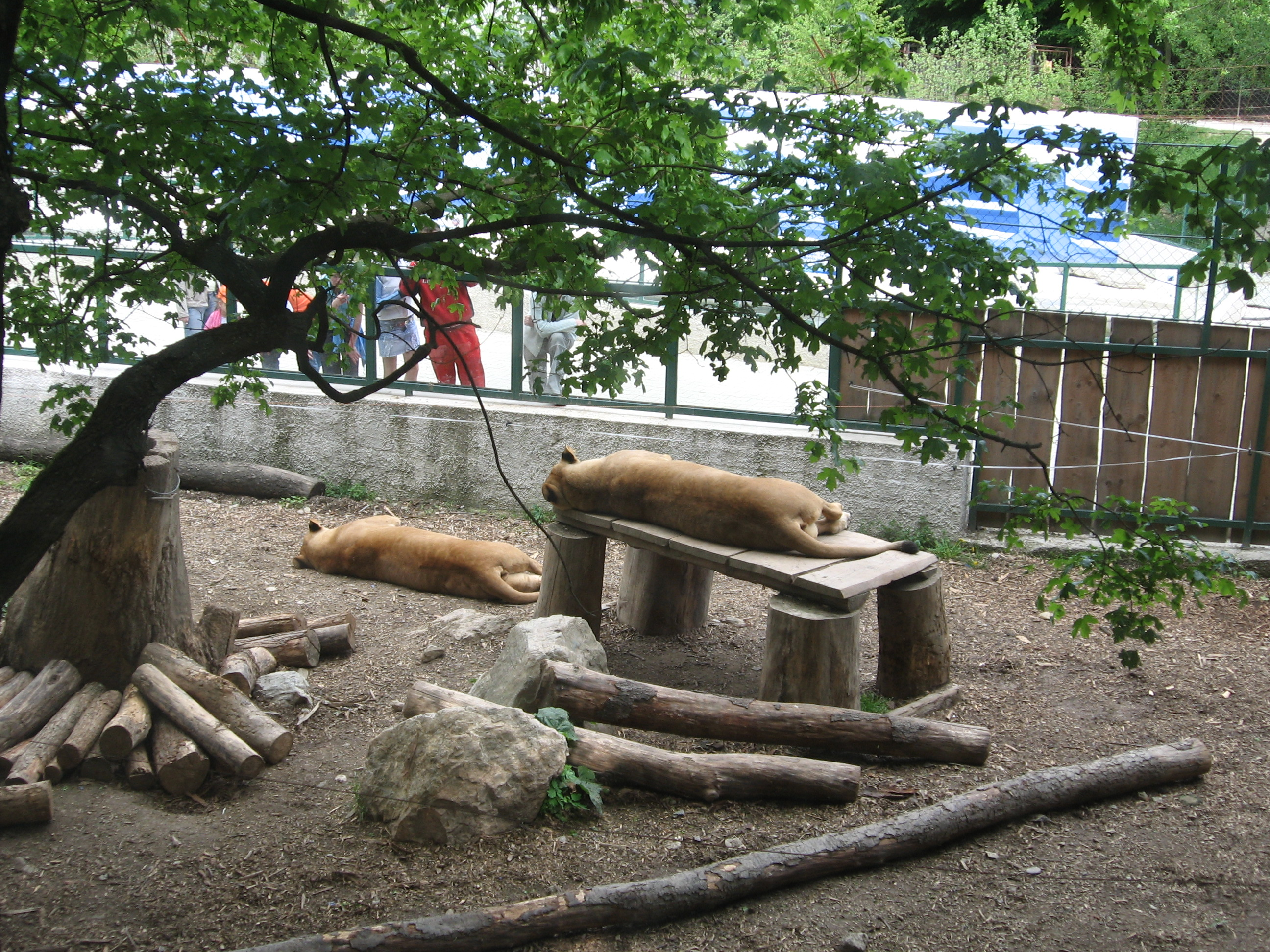
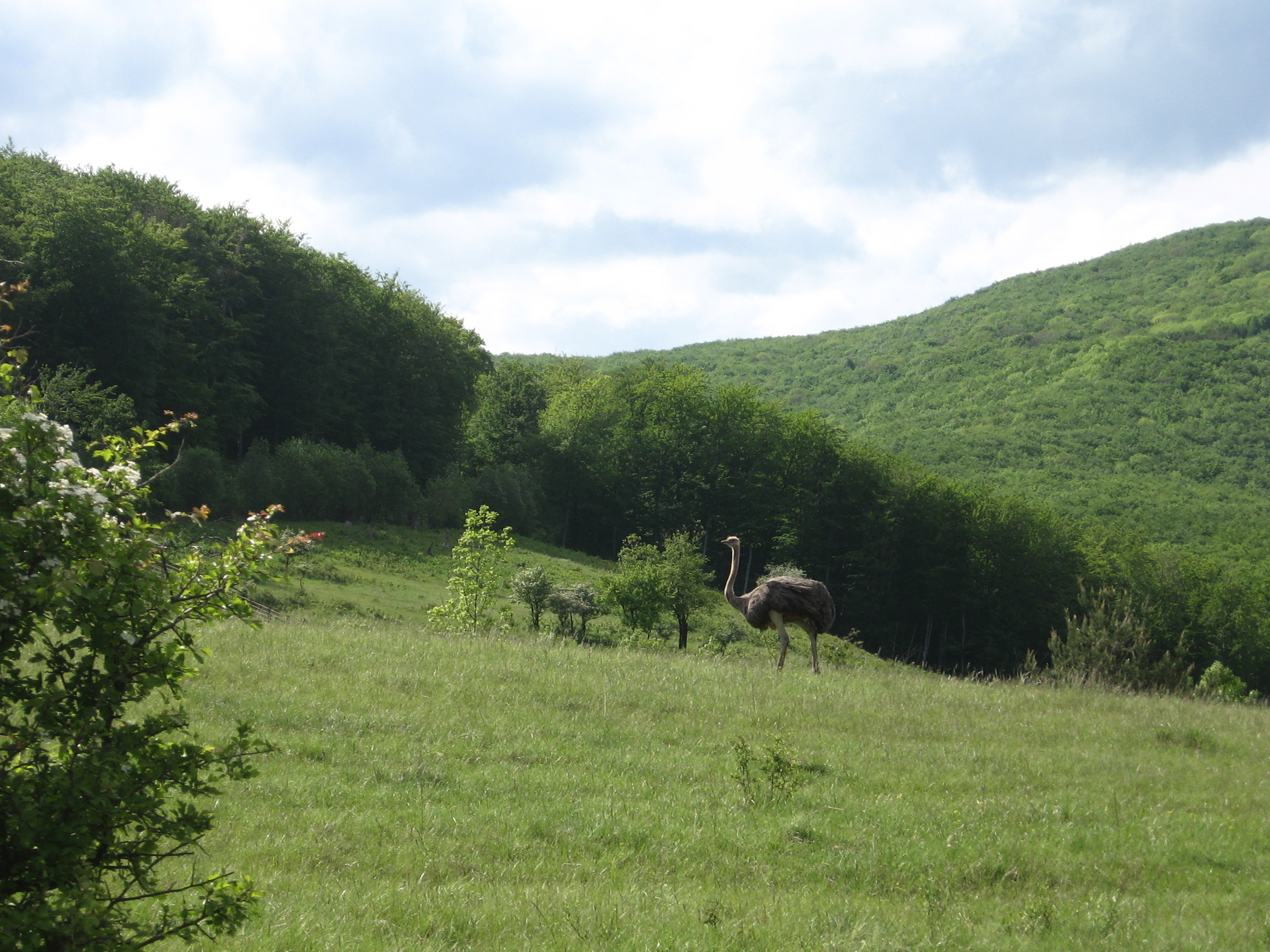
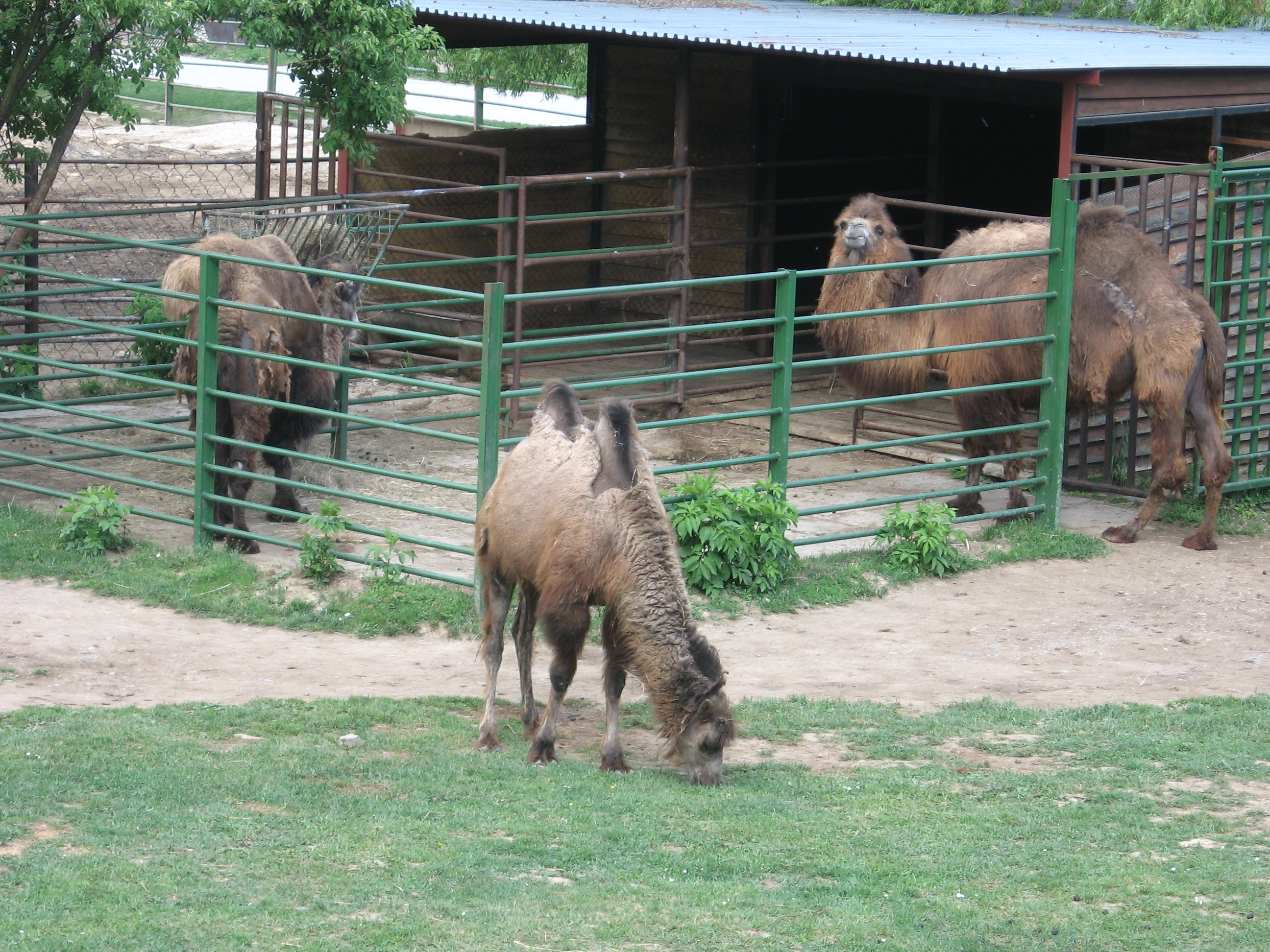
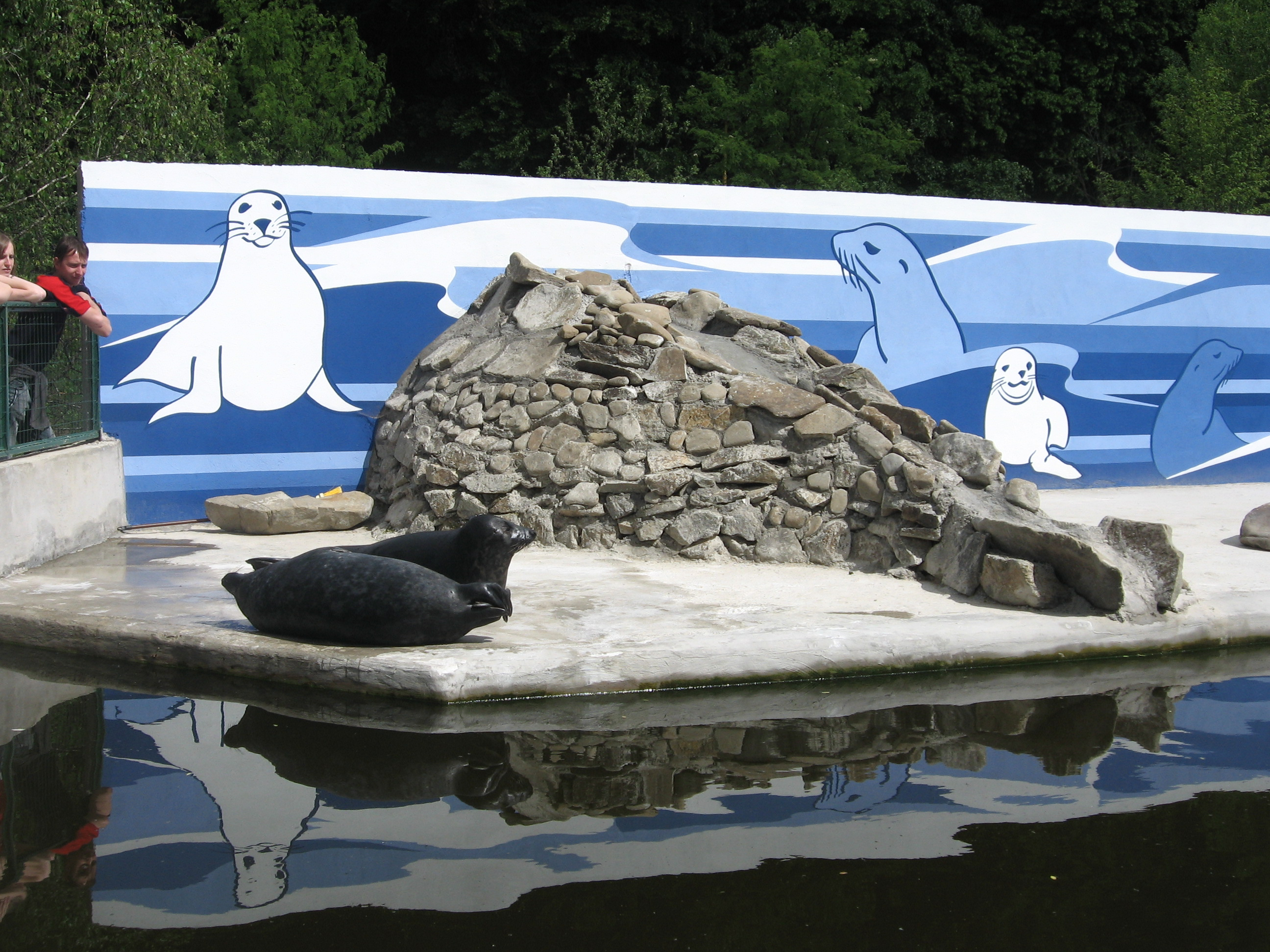
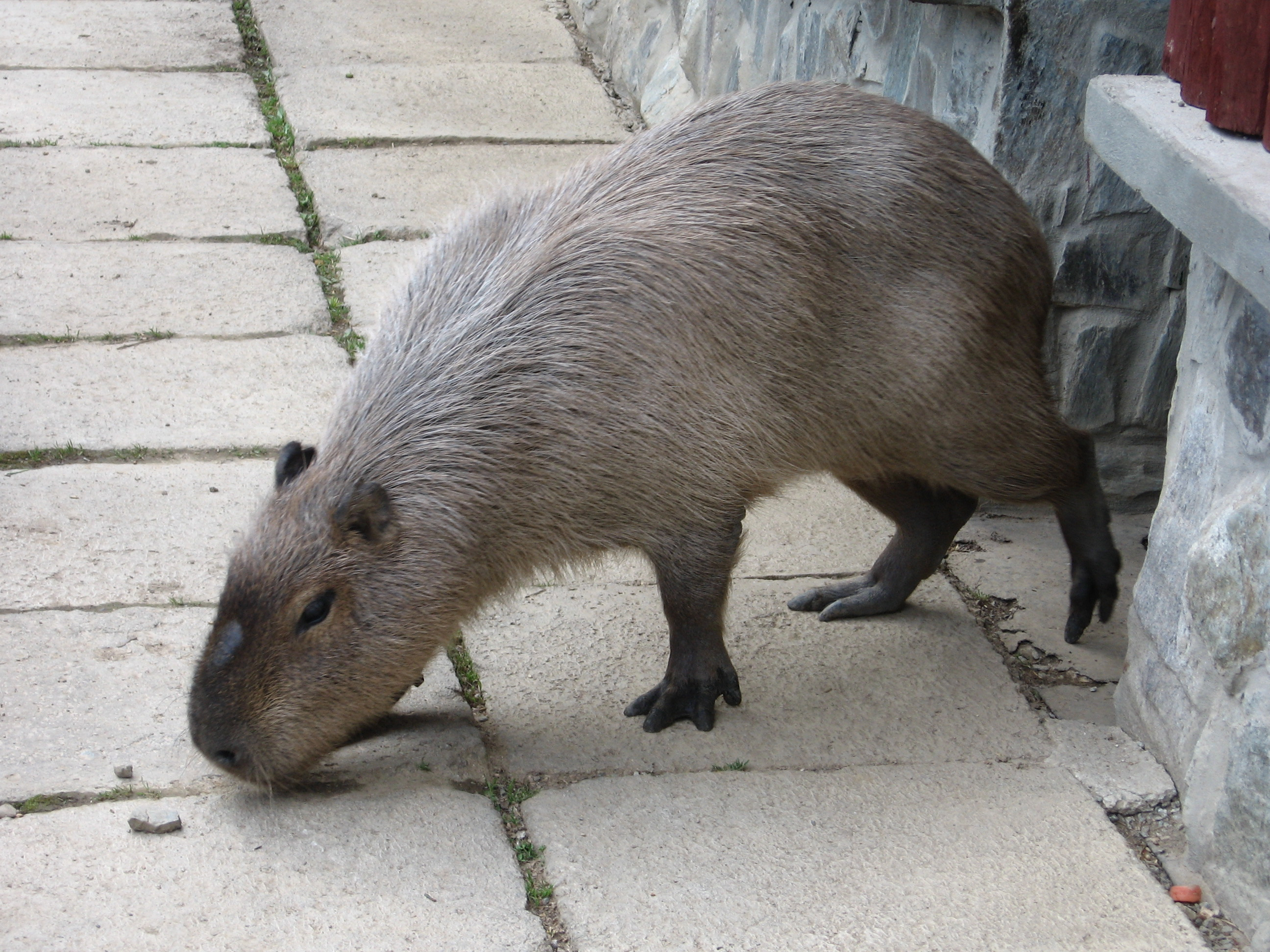
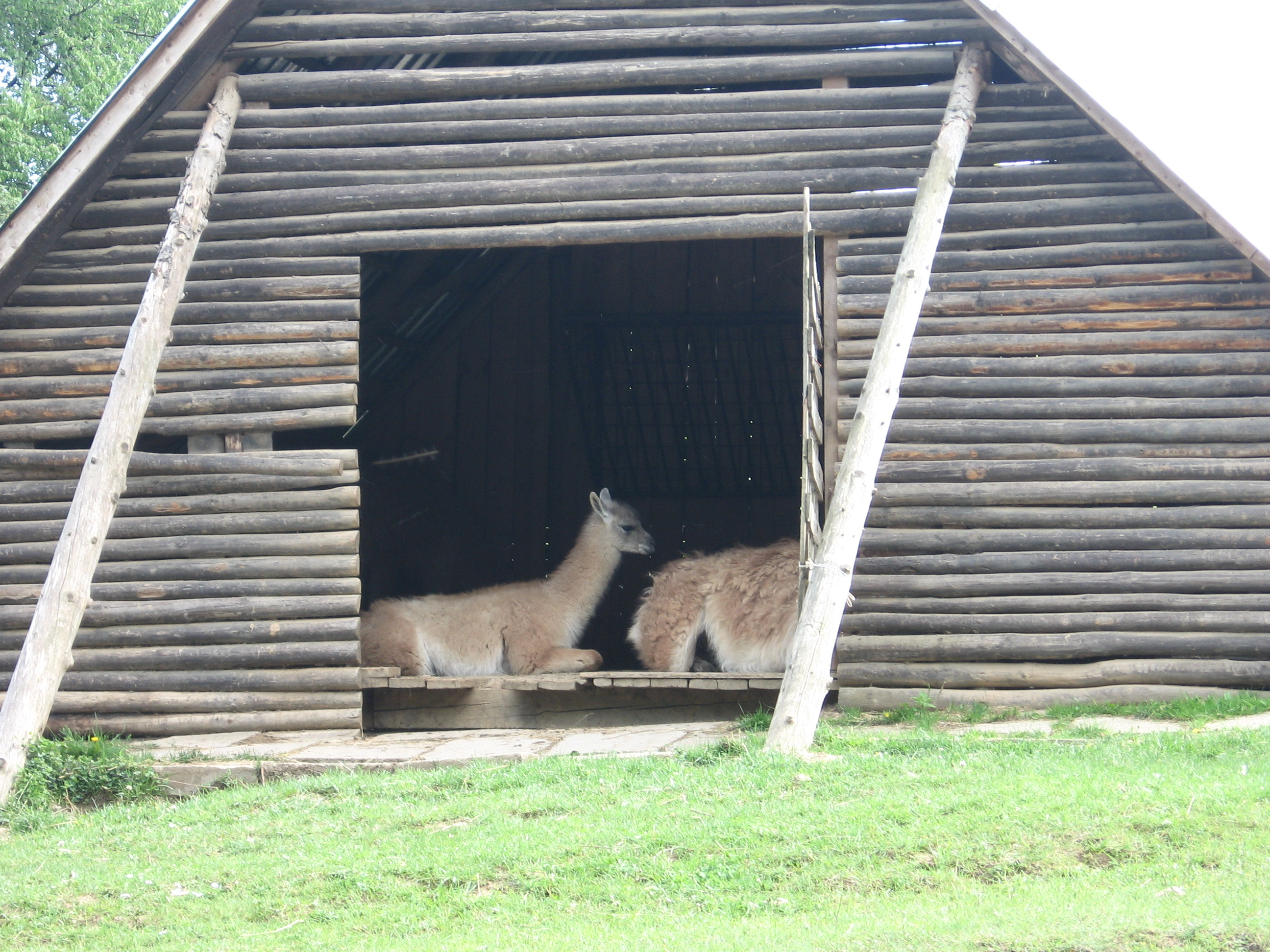
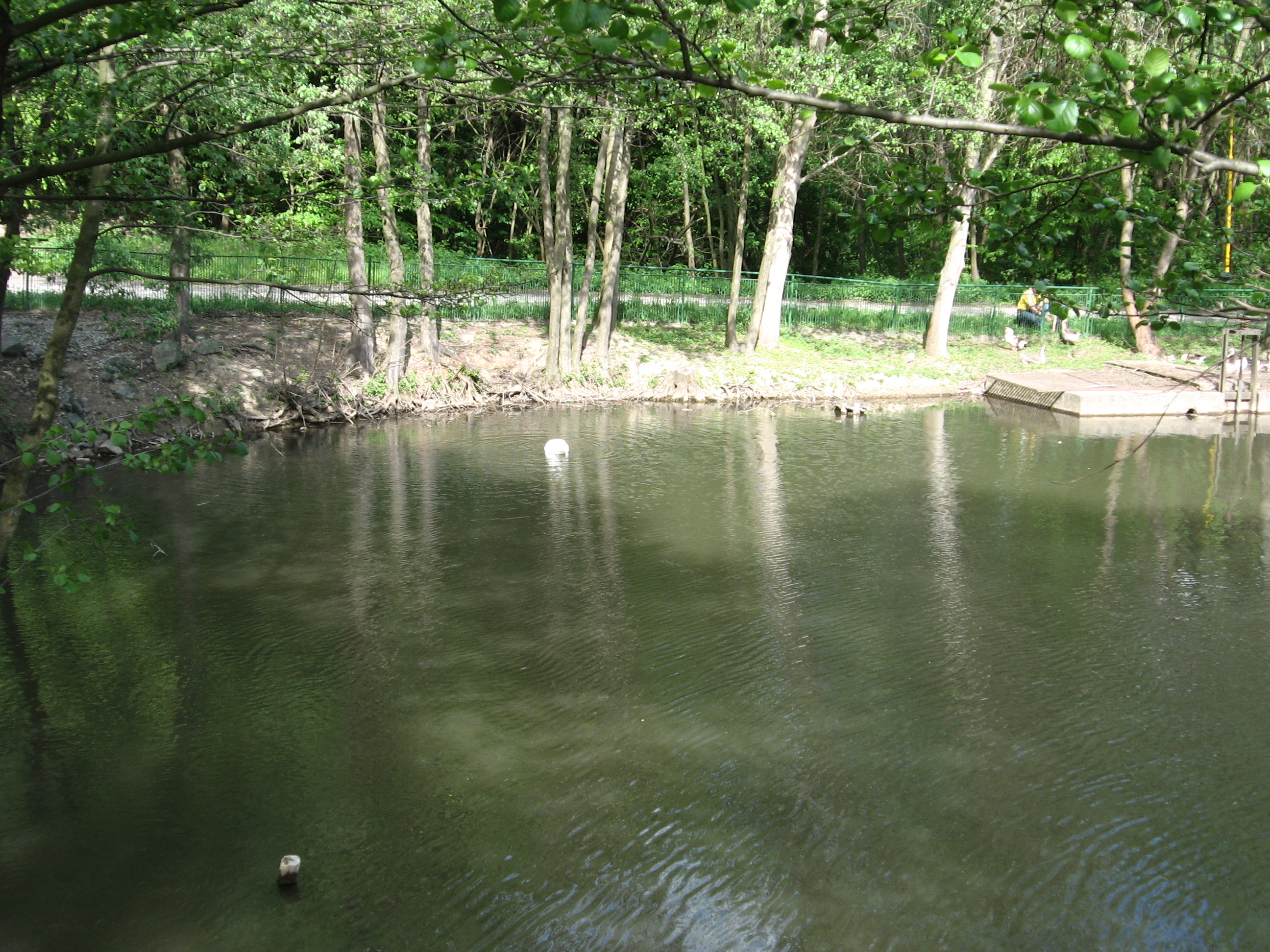